# Jack Jewsbury
Jack Jewsbury (Joplin, 13 aprile 1981) è un ex calciatore statunitense, di ruolo centrocampista o difensore.

## Palmarès

### Club

#### Competizioni nazionali
- Campionato MLS: 1

Portland Timbers: 2015
- Lamar Hunt U.S. Open Cup: 1

K.C. Wizards: 2004